# Каланхое повстисте
Каланхое повстисте (Kalanchoe tomentosa Baker) — вид багаторічних трав'янистих сукулентних рослин роду каланхое, родини товстолистих. Народні назви — «котячі вушка», «рослина-панда».

## Загальна біоморфологічна характеристика

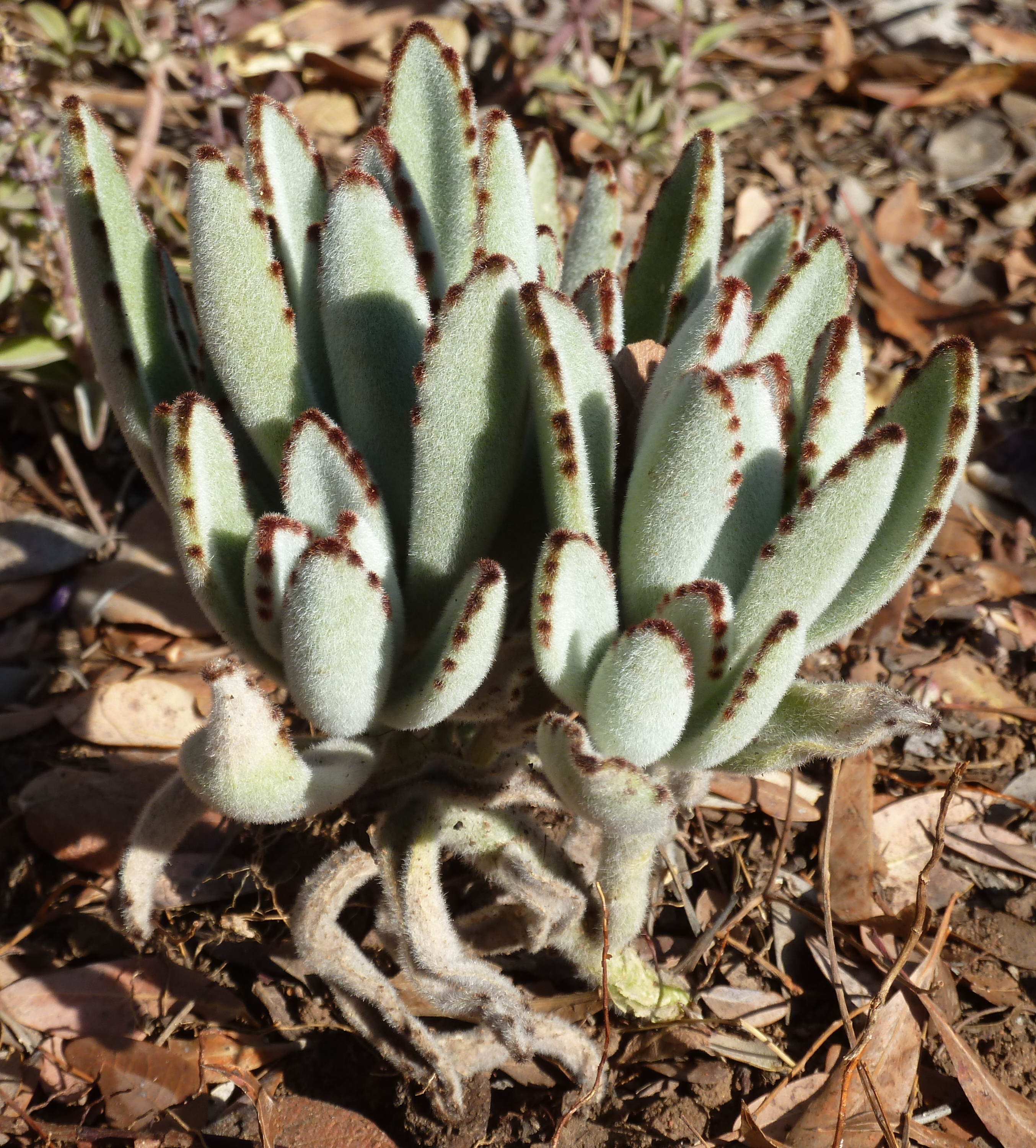
Каланхое повстисте в скелях Ватерберга, Південна Африка

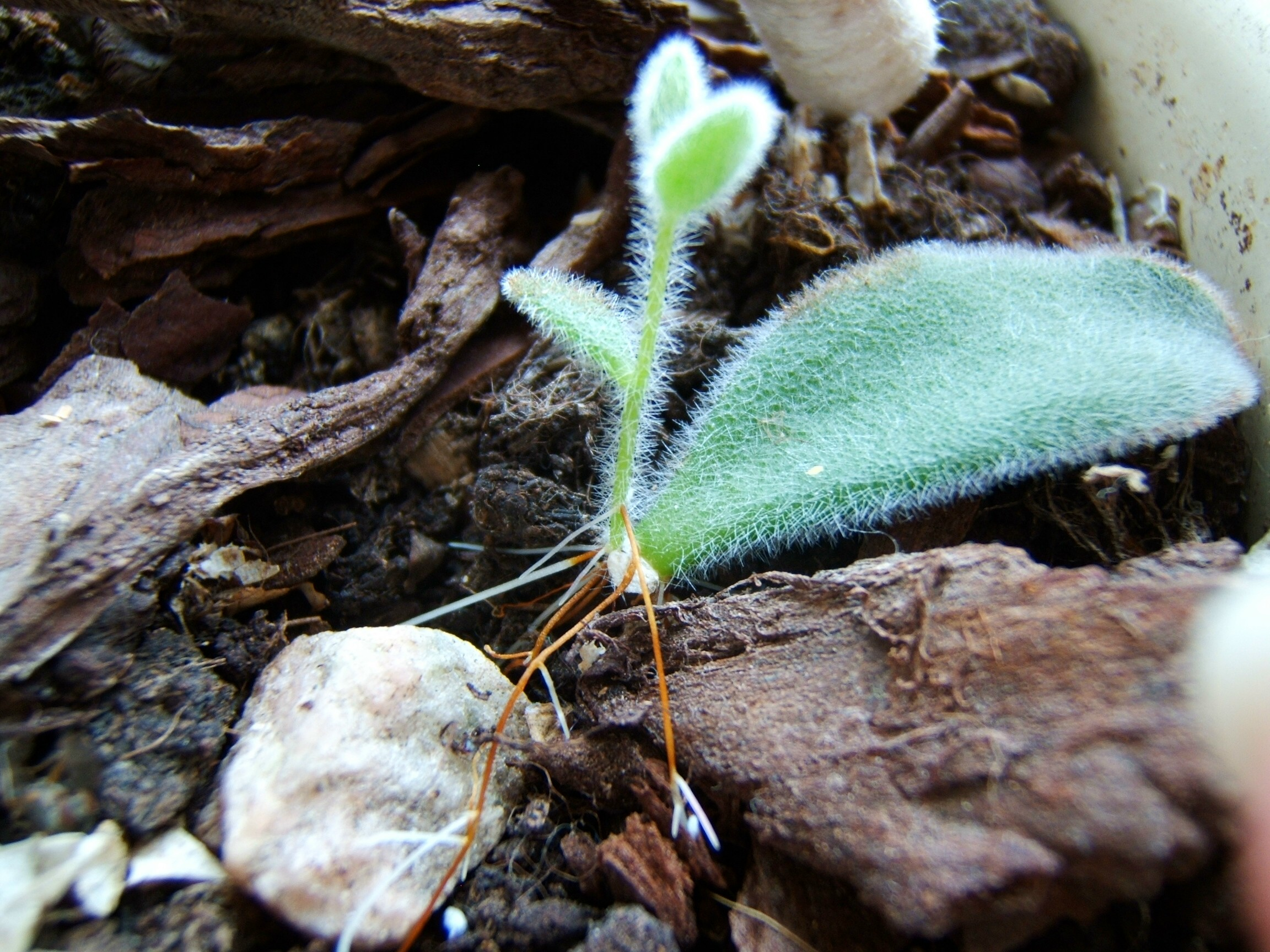
Молоде каланхое повстисте, що виросло з листка

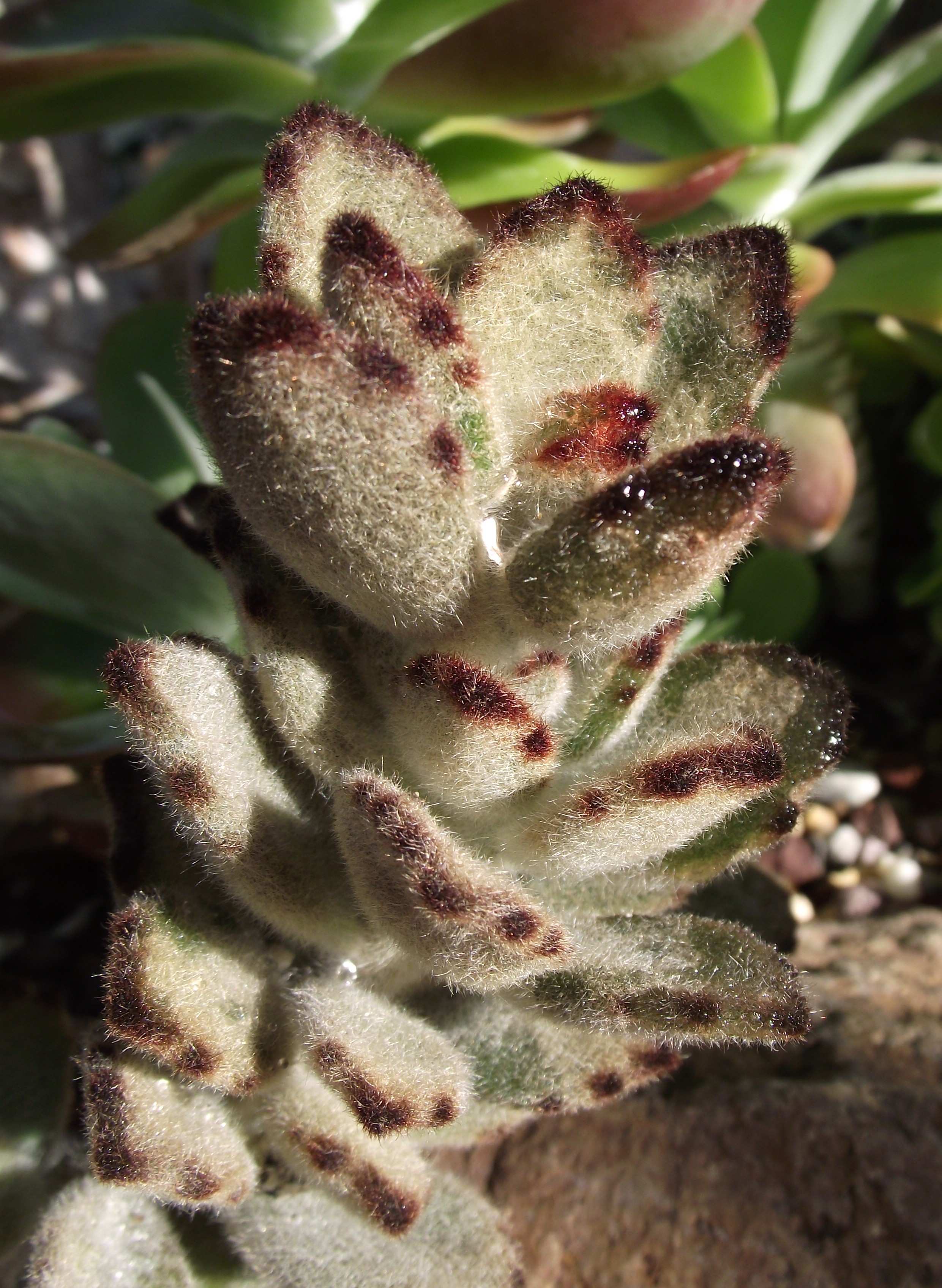
Каланхое повстисте 'Шоколадний солдат' в оранжереї парку Волонтерів, Сієтл, штат Вашингтон, США

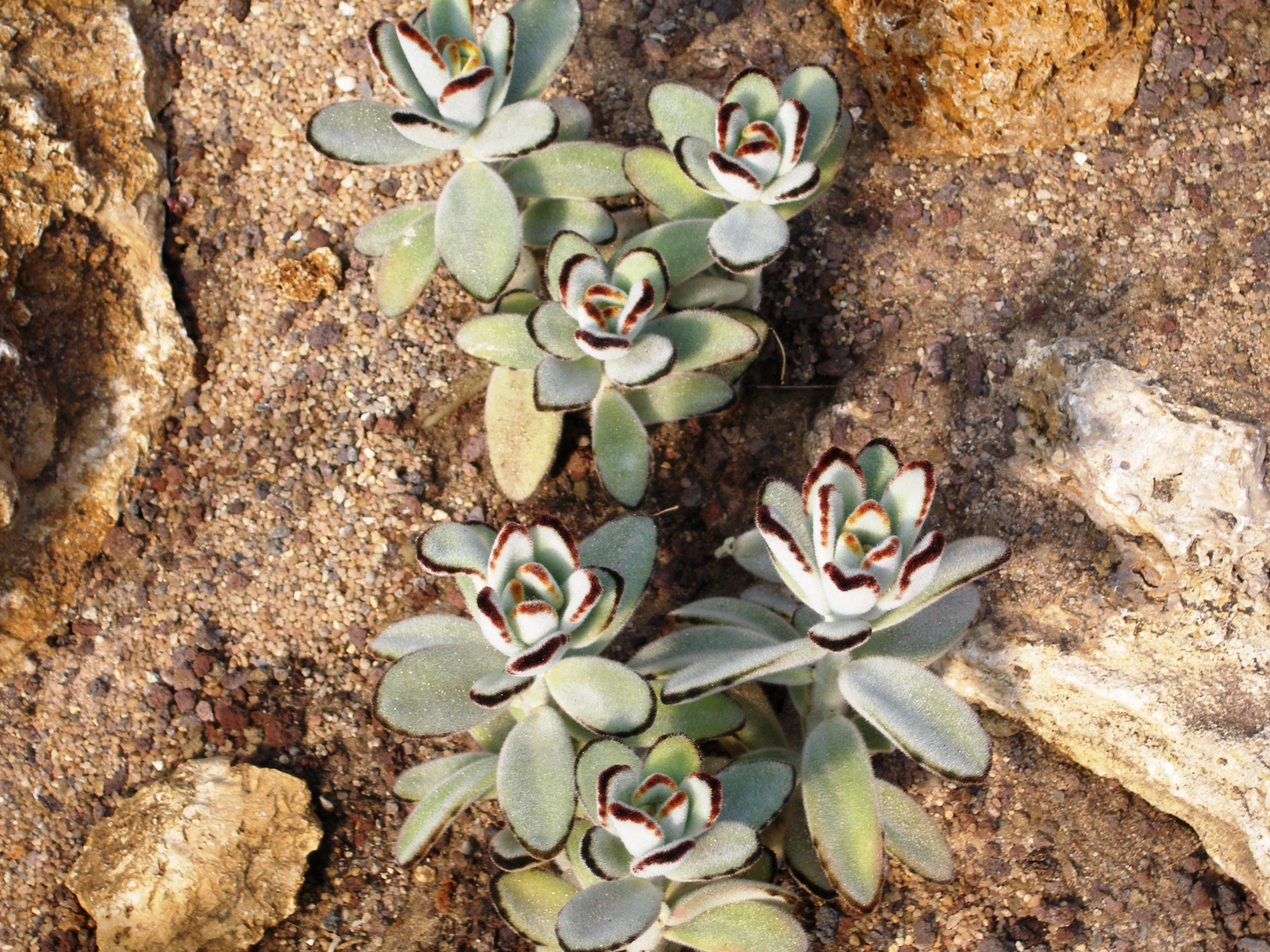
Каланхое повстисте в Зоологічно-ботанічному саду Штутгарта, Німеччина

Кущеподібна рослина з прямостоячими одиночними або слабо розгалуженими стеблами, до 50 см заввишки. Листя подовжено-овальні, супротивні, 5 — 9 см завдовжки, і 2 см завширшки, на краях сильно зубчаті. Весь листок покритий шаром сріблясто-білої повсті, яка на зубцях становиться коричневою. На початку весни у дорослих рослин на верхівці стебла з'являються колосоподібні суцвіття з багатьох дзвоникоподібних квіток 1,5 см завдовжки, із зеленувато-жовтими пелюстками, які вкриті дрібними залізистими волосками червоного кольору. Цвіте рясно.
Щільний шар волосків, що ростуть з листя уповільнює рух повітря безпосередньо через поверхню листа, тим самим знижуючи втрату вологи (транспірація). Крім того, сріблясто-біла повсть листя відбиває світло, зменшуючи перегрів листя.

## Поширення
Батьківщина цієї рослини — центральна частина острова Мадагаскар.

## Утримання в культурі
Це проста в культурі рослина, яка вирощується в піщаному, добре дренованому ґрунті при яскравому освітленні. У вегетаційний період забезпечують помірний полив, взимку — сухе утримання. Мінімальна температура 10 — 12 °C.
Періодично потрібно оновлювати старі рослини. В культурі цвіте рідко.
Розмноження листовими або стебловими живцями з верхівкової частини, які укорінюють у вологому піску у весняно-літній період.
Має кілька сортів.